# Sporysz, Voivodato de Pomerania
Sporysz [pronunciación en polaco: /ˈspɔrɨʂ/] es un pueblo ubicado en el distrito administrativo de Gmina Rzeczenica, dentro del Condado de Człuchów, Voivodato de Pomerania, en Polonia del norte. Se encuentra aproximadamente a 8 kilómetros al noroeste de Rzeczenica, a 29 kilómetros al noroeste de Człuchów, y a 123 kilómetros al suroeste de la capital regional Gdansk.
Para detalles de la historia de la región, vea Historia de Pomerania.
El pueblo tiene una población de 32 habitantes.